# Androgeo
En la mitología griega, Androgeo (Ἀνδρόγεως) era hijo de Minos y de Pasífae o Creta.
Era un atleta sobresaliente en todos los ejercicios. Llegó a Atenas para participar en los juegos de las Panateneas y venció a todos sus competidores. Envidioso, Egeo, rey de Atenas y padre putativo de Teseo, le invitó a que fuera a matar al toro de Maratón. El joven aceptó pero fue muerto por la bestia. A causa de ello, Minos invadió el Ática y, tras vencer en la contienda, impuso a Atenas en tributo a su hijo la ofrenda de siete jóvenes y siete muchachas que debían ser inmolados al Minotauro del laberinto de Creta.
Hay otras tradiciones sobre la muerte de Androgeo: algunos afirmaban que murió mientras se encaminaba a Tebas para participar en los juegos en honor de Layo. Otra tradición decía que había muerto durante la guerra que hubo entre los cretenses y los atenienses.